# Іртаваза
Іртаваза (груз. ირტავაზა) — село в Грузії.
За даними перепису населення 2014 року в селі проживає 533 осіб.